# Richard Mervyn Hare
Richard Mervyn Hare, né le 21 mars 1919 et décédé le 29 janvier 2002 est un philosophe moral britannique.

## Biographie
Après avoir occupé un poste de professeur à l'université d'Oxford de 1966 à 1983, Richard Mervyn Hare a enseigné pendant un certain nombre d'années à l'université de Floride. Il fut reconnu pour ses théories méta-éthiques au cours de la seconde moitié du XXe siècle et surtout pour son développement du prescriptivisme universel en tant que théorie méta-éthique. Il croyait que les caractéristiques formelles du discours moral pourraient être utilisées pour démontrer qu'un raisonnement moral correct mènerait la plupart du temps à une forme de l'utilitarisme des préférences.
Parmi ses étudiants connus figurent Bernard Williams et Peter Singer.

## Ouvrages
- The Language of Morals, 1952
- Moral thinking: Its levels, method, and point, Oxford: Oxford University Press, 1981
- Essays in Ethical Theory, Oxford : Oxford University Press, 1989.
- Essays on Political Morality, Oxford : Oxford University Press, 1989.
- One Hundred Philosophers, Barrons, 2004